# Anthoxanthum japonicum
Anthoxanthum japonicum là một loài thực vật có hoa trong họ Hòa thảo. Loài này được (Maxim.) Hack. ex Matsumura mô tả khoa học đầu tiên năm 1897.